# جایزه بزرگ سوئد ۱۹۷۵
جایزه بزرگ سوئد ۱۹۷۵ (انگلیسی: ‎1975 Swedish Grand Prix‎) یک مسابقهٔ موتوری در رشتهٔ اتومبیل‌رانی فرمول یک بود که در تاریخ ۸ ژوئن ۱۹۷۵ در پیست مسابقه اسکاندیناوین واقع در اندرستورپ، سوئد برگزار شد. این گراند پری در میان ۱۴ گراند پری در فصل ۱۹۷۵، مسابقهٔ شمارهٔ ۷ بود.
در این مسابقه که در ۸۰ دور و به مسافت ۳۲۱٫۴۴۰ کیلومتر (۱۹۹٫۷۳۴ مایل) برگزار شد، پول پوزیشن توسط ویتوریو برامبیلا کسب شد و سریع‌ترین زمان برای طی یک دور پیست که برابر با ۱:۲۸٫۲۶۷ بود نیز توسط نیکی لائودا به ثبت رسید.
نیکی لائودا از تیم فراری، کارلوس روتمان از تیم برابام-فورد و کلی رگاتزونی از تیم فراری به‌ترتیب مقام‌های اول تا سوم مسابقه را کسب کردند.

## رده‌بندی قهرمانی پس از مسابقه
| جایگاه | راننده           | امتیاز |
| ------ | ---------------- | ------ |
| ۱      | نیکی لائودا      | ۳۲     |
| ۲      | کارلوس روتمان    | ۲۲     |
| ۳      | امرسون فیتیپالدی | ۲۱     |
| ۴      | کارلوس پیس       | ۱۶     |
| ۵      | جودی شکتر        | ۱۵     |
| منبع:  |                  |        |

| جایگاه | سازنده      | امتیاز  |
| ------ | ----------- | ------- |
| ۱      | فراری       | ۳۵      |
| ۲      | برابام-فورد | ۳۳ (۳۵) |
| ۳      | مک‌لارن-فورد | ۲۶٫۵    |
| ۴      | تایرل-فورد  | ۱۹      |
| ۵      | هسکث-فورد   | ۷       |
| منبع:  |             |         |

یادداشت
- تنها پنج جایگاه نخست از هر رده‌بندی نمایش داده شده‌است.